# Birger Rosengren
Birger Rosengren (Norrköping, 29 de outubro de 1917 - 15 de outubro de 1977) foi um futebolista sueco que atuava como meio-campo, campeão olímpico. 

## Carreira
Birger Rosengren fez parte da geração de medalha de ouro sueca de Londres 1948, como capitão da equipe. 

## Ligaçoes Externas
- Perfil em NFT